# きのホ。
きのホ。（きのぽ）は、京都を拠点に活動中のアイドルグループ。メンバーは京都で生活をしながら、全国をハイエース１台で駆け回りライブ活動を行っている。

## 概説
2021年10月にデビュー。所属事務所は京都で飲食店の経営なども行っている古都レコード。プロデューサーは古都レコード代表の新井ポテトが務め、全ての楽曲を古都レコード所属のハンサムケンヤが手がける。
グループ名は「きのうまではポジティブでした！」の略であり、「きのホ。」という表記で「きのポ」と読む。

### 京都での活動
きのホ。は目標の一つに「京都にアイドル文化を広げる」ことを掲げている。そのため地元である京都との関わりを重視しており、アーティスト写真やYoutube企画は京都の各施設に協力してもらい撮影を行っている。京都市の後援を受けて京都市役所前でアイドルフェスを開催したり、京都市の防犯広報大使に就任するなど、京都市との関係も深い。その他にも京都の伝統工芸品とコラボしたグッズの販売や、京都を中心に展開するフレスコ (スーパーマーケット)における一日店長イベントの開催など、京都の企業との多様なコラボを行っている。

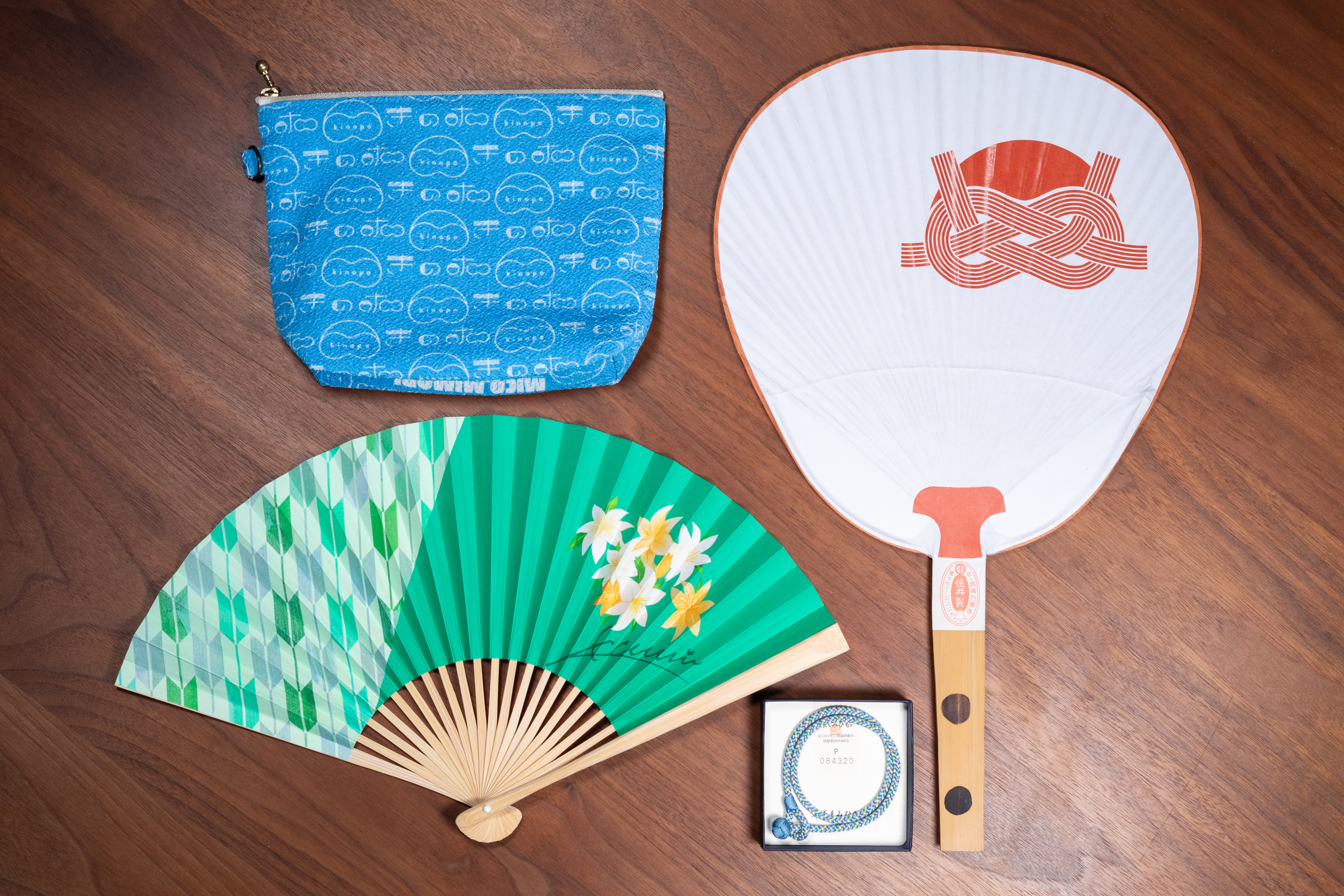
京都の伝統工芸品とコラボしたきのホ。のグッズ（京扇子、京くみひも、丹後ちりめん工芸品、京丸うちわ）

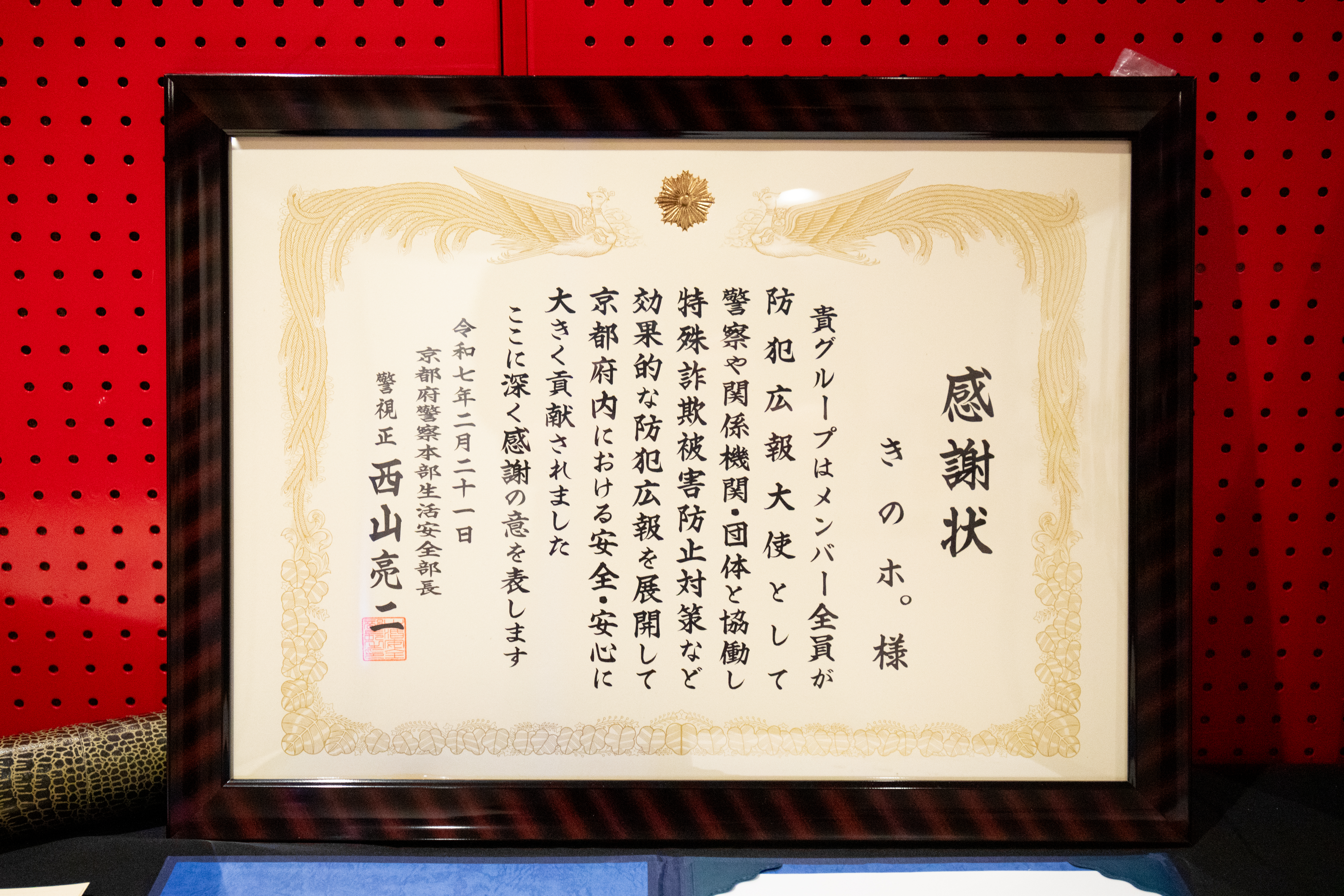
京都府警察より防犯広報大使を務めたきのホ。へ贈呈された感謝状

### 初期のコンセプト
活動当初はギャグ漫画家のうすた京介が運営に関わり、現実のアイドル活動とうすた京介による漫画のストーリーが同時進行していく「2.5次元リアルタイムアイドル物語」をコンセプトとしていた。実際にうすた京介による漫画「きのうまでのポノガタリ」が不定期で連載されていたが、2022年にうすた京介が解職となって以降はきのホ。の活動から漫画の要素は無くなっている。

## メンバー
| 名前                        | メンバーカラー           | 誕生日  | ニックネーム        | 出身地                  |
| --------------------------- | ------------------------ | ------- | ------------------- | ----------------------- |
| 小清水美里 こしみずみり     | なんともいえないオレンジ | 1月24日 | 小清水 美里ちゃん   | 埼玉県と 神奈川県       |
| 桜寝あした さくらねあした   | 内出血パープル           | 7月21日 | らねちゃん          | 諸説あり                |
| 小花衣こはる こはないこはる | 生焼けピンク             | 12月1日 | こはる こはるちゃん | 山形県                  |
| 御堂莉くるみ みどうりくるみ | 3日放置グリーン          | 12月1日 | くるちゃん          | 秋田県                  |
| 御守ミコ みもりみこ         | 保冷剤ブルー             | 3月18日 | ミコちゃん          | 長野県生まれ 埼玉県育ち |

### 旧メンバー
| 名前                    | メンバーカラー | 誕生日   | 出身地 | 備考                              |
| ----------------------- | -------------- | -------- | ------ | --------------------------------- |
| 白珠色葉 しらたまいろは | 合成着色れっど | 12月31日 | 大阪府 | 初期メンバー 2022年12月27日に脱退 |

## 略歴

### 2021年
- 3月1日、「うすた京介×ハンサムケンヤ ＼勢い／アイドルプロジェクト」が始動。メンバー募集オーディションを開催[27][28][29][30]。
- 7月1日、オーディションに合格した6人のメンバーが京都の古民家に集まり共同生活を開始[31]。
- 7月7日、メンバーが発表されSNS上での活動を開始[32]。
- 9月1日、ファンクラブ「きのうまではネガティブでした部」を開設[33][34]。
- 9月5日、1stアルバム「きのうまではポジティブでした!」が配信リリース[35]。
- 10月3日～、大阪での初ライブにてデビュー。これを皮切りに東名阪デビューライブツアー「きのみきのままポロンナルワ」を開催。3公演(2021年10月3日～2021年10月16日)[3]。
- 12月11日、1stシングル「リアル / スタートライン」が配信リリース[36]。

### 2022年
- 4月23日、1stフルアルバム「ブリリアント帰り道」配信リリース[37][38]。
- 5月2日～、フルアルバムリリース記念 全国ツアー「きみの脳髄何ポアズ？」を開催。7会場9公演(2022年05月2日～2022年6月5日）[39]。
- 8月7日、日本最大級のアイドルイベント、TOKYO IDOL FESTIVALに初出演[40]。
- 10月3日、1周年記念ライブ「いちホ。～１年経ったらポジティブですか？～」を開催[34]。
- 10月24日、2ndシングル「魂リリース」配信リリース[41]。
- 11月4日、京都で20年以上続く音楽フェス、ボロフェスタに初出演[42]。
- 12月27日、白珠色葉が脱退。あわせて漫画を担当していたうすた京介の解職も発表[43]。

### 2023年
- 1月5日、新体制(5人体制)による初のワンマンライブ「不撓不屈」を開催[44]。
- 2月11日、3rdシングル「DANGER!」配信リリース[45][46]。
- 2月25日、初の主催フェス「ホ。フェス’23」を京都KBSホールにて開催[47]。
- 5月14日～、全国"音楽劇"ワンマンツアー「いまゾーンB、そっちは？」を開催 12公演(2023/05/14～2023/07/17）[48]。
- 5月24日、2ndフルアルバム「リビングデッド」配信リリース、CD版のタワーレコード限定販売開始[49][50]。
- 6月18日、お笑い芸人やついいちろうが主催するYATSUI FESTIVAL!に初出演[51]。
- 10月3日、KT Zepp Yokohamaにて2周年記念ライブ「にホ。 〜2年経ったしポジティブでしょうよ？〜」を開催[52]。
- 10月4日、4thシングル「クラベチャウ」配信リリース[52][53]。

### 2024年
- 2月23日、24日、主催フェス「ホ。フェス’24」を京都KBSホールにて開催[54][55][56][57]。
- 4月3日、5thシングル「シンドローム」配信リリース[58][59]。
- 6月1日、2日、主催アイドルフェス「京都爛漫会」を祇園甲部歌舞練場、京都市役所前広場にて開催[60][10]。
- 7月2日、京都市の「特殊詐欺の発生しないまち京都 市民ぐるみ推進運動」防犯広報大使に就任[61][62]。以降、京都府警察が開催する啓発イベントへ継続的に参加[63]。
- 7月15日〜、東仙阪福バンドセットツアー「AJIHEN」を開催。4会場8公演(2024年7月15日～2024年8月24日）[58]。
- 7月24日、3rdフルアルバム「都スカイハイ」配信リリース[64]。
- 10月5日、KBS京都ラジオにて冠番組「きのホ。のサタデェラジホ。」が放送開始[65]。
- 10月14日〜、3周年記念ツアー「さんホ。〜3年経ったポップスターたちはどこまでも〜」を開催。17公演(2024年10月14日～2024年12月28日）[66]

### 2025年
- 2月22日、23日、主催フェス「ホ。フェス’25」を京都KBSホールにて開催[67]。
- 2月26日、6thシングル「秋刀魚」配信リリース[68]。
- 3月5日、7thシングル「傾いてる」配信リリース[69]。
- 3月9日、京都の伝統工芸「京扇子・京うちわ」をPRする公式アンバサダーに就任[70][71][72]。
- 7月1日、メンバー全員が共同生活していた古民家を退去し、それぞれが京都での一人暮らしを開始[73]。

## 作品

### 配信シングル
全作詞・作曲: ハンサムケンヤ

### アルバム
全作詞・作曲: ハンサムケンヤ

### 映像作品
| # | タイトル                                                                    | メディア形式 | 発売日   | 備考     |
| - | --------------------------------------------------------------------------- | ------------ | -------- | -------- |
| 1 | きのホ。1st Anniversary Live 『いちホ。～１年経ったらポジティブですか？～』 | DVD/Blu-ray  | 2023/5/8 | 受注生産 |

### MV
楽曲「リアル」のMV以降は杉本晃佑が監督を務める事が多い。杉本晃佑はきのホ。の楽曲を手がけるハンサムケンヤの全MVを作成しており、元よりきのホ。の所属事務所である古都レコードとの関わりが深い映像作家である。また２０２４年には、その年に活躍した映像作家を選出する「映像作家１００人」に選ばれており、きのホ。のMVも「映像作家１００人」のホームページ上に掲載されている。
| 曲名               | 公開年 | 監督       | 備考                   |
| ------------------ | ------ | ---------- | ---------------------- |
| 観月京             | 2021年 | 新井ポテト |                        |
| 爛漫               | 2021年 | 浜田淳     |                        |
| 相合傘             | 2021年 | 三浦エント | ライブ映像を編集したMV |
| きのみきのまま     | 2021年 | 三浦エント | ライブ映像を編集したMV |
| リアル             | 2021年 | 杉本晃佑   |                        |
| 開幕自分宣言       | 2022年 | 杉本晃佑   |                        |
| ブリリアント帰り道 | 2022年 | 杉本晃佑   |                        |
| 魂リリース         | 2022年 | 杉本晃佑   |                        |
| 渋滞               | 2023年 | 杉本晃佑   |                        |
| リビングデッド     | 2023年 | 杉本晃佑   |                        |
| シンドローム       | 2024年 | 加賀誠人   | ライブ映像を編集したMV |
| TEA                | 2024年 | 杉本晃佑   |                        |
| そして今日         | 2025年 | 杉本晃佑   |                        |

### 参加楽曲
- 「がっかり」印象派 feat. 小花衣こはる（2023年10月） - 印象派 の楽曲に小花衣こはるが参加[91]
- 「私、ちょいとカワイイ裏番長」御堂莉くるみ feat. 同道公祐 （2024年11月） - ハロプロトリビュートアルバム『シューティング スター』にてスマイレージの楽曲を御堂莉くるみがカバー[92]
- 「シャイン☆センゲン」ADAM at feat. きのホ。（2025年1月） - ADAM atの楽曲にきのホ。が参加[93]

## ライブ・イベント
※出典、及び詳細は公式サイトのスケジュール参照。

### 主催ライブ
※主要なフェス、ツアー、定期公演等を記載。
| ライブ名・イベント名                                                                           | 日程・会場 | 備考 |
| 2021年                                                                                         | 2021年 | 2021年 |
| ---------------------------------------------------------------------------------------------- | --- | --- |
| 1st LIVE TOUR 「きのみきのままポロンナルワ」                                                   | 10月3日・大阪府 LiveHouseANIMA 10月10日・愛知県 HUCK FINN 10月16日・東京都 新宿LOFT | |
| 2022年                                                                                         | | |
| 定期公演LIVE 「京月観」vol.2 - vol.12                                                          | 2月26日(vol.2)・京都府 KYOTO MUSE 3月26日(vol.3)・京都府 KYOTO MUSE 4月23日(vol.4)・京都府 KYOTO MUSE 5月7日(vol.5)・京都府 KYOTO MUSE 6月12日(vol.6)・京都府 KYOTO MUSE 7月23日(vol.7)・京都府 KYOTO MUSE 8月28日(vol.8)・京都府 KYOTO MUSE 9月25日(vol.9)・京都府 KYOTO MUSE 10月9日(vol.10)・京都府 KYOTO MUSE 11月19日(vol.11)・京都府 KYOTO MUSE 12月18日(vol.12)・京都府 KYOTO MUSE | 1月22日に予定されていた京月観vol.1は中止 |
| フルアルバムリリース記念 全国ツアー 「きみの脳髄何ポアズ？」                                   | 5月2日・大阪府 amHAL 5月3日・福岡県 DRUM SON 5月5日・愛知県 ell.FITS ALL 5月7日・京都府 KYOTO MUSE 5月15日・宮城県 仙台MACANA 5月20日・北海道 PLANT 5月21日・北海道 PLANT 6月5日・東京都 下北沢Shangri-La | 5月7日の京都公演は京月観vol.5と兼ねる |
| 1st Anniversary LIVE 「いちホ。～1年経ったらポジティブですか？～」                             | 10月3日・東京都 渋谷 duo MUSIC EXCHANGE | |
| 2023年                                                                                         | | |
| 定期公演LIVE 「京月観」vol.13 - 特大号                                                         | 1月8日(vol.13)・京都府 KYOTO MUSE 3月11日(vol.14)・京都府 KYOTO MUSE 4月23日(vol.15)・京都府 KYOTO MUSE 7月29日(EXTRA)・京都府 KYOTO MUSE 8月26日(vol.16)・京都府 KYOTO MUSE 9月9日(vol.17)・京都府 KYOTO MUSE 12月24日(特大号)・京都府 KYOTO MUSE | |
| ホ。フェス'23                                                                                  | 2月25日・京都府 京都KBSホール | |
| 全国"音楽劇"ワンマンツアー 「いまゾーンB、そっちは？」                                         | 5月14日・東京都 新宿BLAZE 5月20日・京都府 京都MUSE 5月21日・広島県 Yise 5月28日・栃木県 宇都宮 HEAVEN'S ROCK VJ-2 6月3日・福岡県 The Voodoo Lounge 6月4日・熊本県 NAVARO 6月9日・新潟県 club RIVERST 6月10日・宮城県 仙台 CLUB JUNK BOX450 6月11日・秋田県 Club SWINDLE 6月24日・愛知県 愛知・名古屋 RAD HALL 6月25日・大阪府 大阪 ESAKA MUSE 7月17日・東京都 東京キネマ倶楽部 | ライブと演劇を融合した「音楽劇」として開催 熊本公演のみ通常のライブ形式へ急遽変更 内容の詳細は#全国"音楽劇"ワンマンツアー「いまゾーンB、そっちは？」を参考 |
| 2周年LIVE 「にホ。 〜2年経ったしポジティブでしょうよ？〜」                                     | 10月3日・神奈川県 KT Zepp Yokohama | |
| 2024年                                                                                         | | |
| 半期毎月東京無銭単独公演 「きのホ。の百年目チャンス！」一機 - 六機                             | 1月14日(一機)・東京都 下北沢SHELTER 2月18日(二機)・東京都 下北沢SHELTER 3月17日(三機)・東京都 下北沢SHELTER 4月20日(四機)・東京都 下北沢SHELTER 5月18日(五機)・東京都 下北沢SHELTER 6月16日(六機)・東京都 下北沢SHELTER | |
| ホ。フェス'24                                                                                  | 2月23日- 2月24日・京都府 京都KBSホール | |
| 京都の新しいアイドルフェス！ 「京都爛漫会」                                                    | 6月1日・京都府 祇園甲部歌舞練場 6月2日・京都府 京都市役所前広場 | |
| 東仙阪福バンドセット昼夜公演ツアー 「AJIHEN」                                                  | 7月15日・福岡県 福岡DRUM be-1 7月27日・宮城県 仙台macana 8月12日・大阪府 梅田クアトロ 8月24日・東京都 duo MUSIC EXCHANGE | |
| 3周年企画 まだ行ったことないところツアー 「さんホ。〜3年経ったポップスターたちはどこまでも〜」 | 10月14日・埼玉県 浦和LIVE HOUSE Narciss 10月20日・兵庫県 神戸 太陽と虎 10月26日・山梨県 甲府 KAZOO HALL 10月27日・長野県 Live House J 11月1日・滋賀県 大津港 ミシガンクルーズ 11月15日・佐賀県 佐賀GEILS 11月16日・福岡県 久留米ウエポン 11月17日・長崎県 長崎DRUM Be-7 11月23日・徳島県 徳島Crowbar 11月24日・香川県 高松=HEAVEN 11月30日・茨城県 水戸SONIC 12月1日・山形県 山形Sandinista 12月14日・石川県 金沢vanvan V4 12月15日・福井県 福井HALL BEE 12月21日・鳥取県 米子AZTiC laughs 12月22日・島根県 出雲アポロ 12月28日・東京都 代官山UNIT | |
| 2025年                                                                                         | | |
| 定期公演LIVE 「京月観R」第一回 - 第六回                                                        | 1月17日(第一回)・京都府 京都ROKA 2月14日(第二回)・京都府 京都ROKA 3月14日(第三回)・京都府 京都ROKA 4月20日(第四回)・京都府 京都ROKA 5月16日(第五回)・京都府 京都ROKA 6月6日(第六回)・京都府 京都ROKA | |
| きのホ。vs BAND 2MAN 「獅子奮迅シリーズ」その壱 - その六                                       | 1月20日(その壱)・東京都 下北沢SHELTER 2月10日(その弍)・東京都 下北沢SHELTER 3月17日(その参)・東京都 下北沢SHELTER 4月14日(その四)・東京都 下北沢SHELTER 5月12日(その五)・東京都 下北沢SHELTER 6月16日(その六)・東京都 下北沢SHELTER | |
| ホ。フェス'25                                                                                  | 2月22日- 2月23日・京都府 京都KBSホール | |

### 全国"音楽劇"ワンマンツアー「いまゾーンB、そっちは？」
2023年5月14日から7月17日に開催されたライブと演劇が融合した「音楽劇」。全１１公演(メンバーの体調不良により急遽通常ライブに変更された熊本公演を除く)。作・演出はヨーロッパ企画所属の左子光晴 。バンドメンバーはギター ハンサムケンヤ、後藤潤一(浪漫革命)、ベース シチロメグミ、ドラム senoo ricky、キーボード 藤井学(THE MICETEETH)が担当した。演劇メインの第１部とライブメインの第２部からなる１５０分超の演劇を、きのホ。のメンバー５人のみで演じている。
最終公演はYouTubeで配信された。音楽劇を開催するにあたりクラウドファンディングを行い４４０万円以上を集めた。

#### 構成
| 構成        | 使用楽曲 |
| ----------- | --- |
| 1部 (105分) | ライブ練習 1. スタートライン 2. 桃源京 花衣こはるソロ 3. 素敵な暮らし                                                                 |
| 1部 (105分) | 苦いアメと偽りのムチ(替え歌Ver.) |
| 1部 (105分) | - |
| 1部 (105分) | DANGER! |
| 1部 (105分) | ゲイン |
| 休憩(10分)  | |
| 2部 (35分)  | ライブパート 公演によって変化有り (千穐楽のセトリ) - 泣きのPOWER - 相合傘 - MC - あなたはそうだろう - 反面教師 - 観月京 - MC - 昔の話 |
| 2部 (35分)  | 終劇後(エンディング) 1. リビングデッド                                                                                                |

### イベント出演
※著名なフェス等への出演を記載。
| ライブ名・イベント名     | 日程・会場                            | 備考   |
| 2022年                   | 2022年                                | 2022年 |
| ------------------------ | ------------------------------------- | ------ |
| 超NATSUZOME 2022         | 7月2日・千葉県 幕張海浜公園           |        |
| TOKYO IDOL FESTIVAL 2022 | 8月7日・東京都 お台場・青海周辺エリア |        |
| ボロフェスタ 2022        | 11月4日・京都府 京都KBSホール         |        |
| 2023年                   |                                       |        |
| YATSUI FESTIVAL! 2023    | 6月18日・東京都 WOMB                  |        |
| TOKYO IDOL FESTIVAL 2023 | 8月7日・東京都 お台場・青海周辺エリア |        |
| ボロフェスタ 2023        | 11月4日・京都府 京都KBSホール         |        |
| 2024年                   |                                       |        |
| YATSUI FESTIVAL! 2024    | 6月15日・東京都 WOMB                  |        |
| ボロフェスタ 2024        | 11月2日・京都府 京都KBSホール         |        |

## 出演

### テレビ
- サマータイムマシン・ハズ・ゴーン『ストーリーテリングパート』(2021年10月8日(金) 25時05分～26時05分※関東ローカル) - 桜寝あした[101]

### CM
- サントリー クラフトボスCM 『あの子と私と、ソイとエスプレッソ』編／劇中歌に御堂莉くるみが歌唱参加（2024年5月14日）[102]

### MV
- 忘れらんねえよ/アイラブ言う ライブ映像で出演

## 書籍

### 雑誌
- 週刊少年チャンピオン 2021年No.48号 / 桜寝あしたインタビュー掲載[103]
- 実話BUNKA超タブー 2022年9月号(8月2日発売） / 人間コク宝インタビュー 第75回 御守ミコ(インタビュアー 吉田豪)[103]
- Top Yell NEO 2022 AUTUMN / きのホ。6人のインタビュー掲載[103]
- SFマガジン 2024年6月号／御守ミコ・書評[104]

### その他
- 天国 / ゴトウユキコ(アクションコミックス・2023年8月17日発売) 御守ミコ・帯文[105][106]
- Call Magazine / Vol.31(2023年7月31日) 御守ミコ・掌編小説[107]